# Groupe de NGC 6052
Le groupe de NGC 6052 comprend au moins 13 galaxies situées dans les constellations du Serpent et d'Hercule. La distance moyenne entre ce groupe et la Voie lactée est d'environ 68,1 Mpc (∼222 millions d'al). 

## Membres
Le tableau ci-dessous liste les 13 galaxies du groupe indiquées dans l'article de A.M. Garcia paru en 1993.
| Nom                 | Constellation | Class.   | Type                  | α (J2000.0)   | δ (J2000.0) | Vitesse radiale (km/s) | m              | Distance (Mpc) | Dimension (kal) |
| ------------------- | ------------- | -------- | --------------------- | ------------- | ----------- | ---------------------- | -------------- | -------------- | --------------- |
| NGC 5975            | Serpent       | S?       | Spirale               | 15h 39m 58.0s | 21° 28′ 15″ | 4393 ± 2               | 12,7           | 66,5 ± 4,7     | 56              |
| NGC 6008            | Serpent       | SB(r)b   | Spirale barrée        | 15h 52m 56.0s | 21° 06′ 02″ | 4859 ± 3               | 12,9           | 73,2 ± 5,1     | 115             |
| NGC 6020            | Serpent       | E3       | Elliptique            | 15h 57m 08.1s | 22° 24′ 16″ | 4304 ± 2               | 12,7           | 64,8 ± 4,5     | 95              |
| NGC 6030            | Hercule       | S0^0     | Lenticulaire          | 16h 01m 51.4s | 17° 57′ 27″ | 4403 ± 2               | 12,8           | 66,3 ± 4,6     | 78              |
| NGC 6032            | Hercule       | SB(rs)b? | Spirale barrée        | 16h 03m 01.1s | 20° 57′ 21″ | 4323 ± 3               | 13,5           | 65,0 ± 4,6     | 82              |
| NGC 6052 (=NGC 6064 | Hercule       | Sc       | Spirale               | 16h 05m 13.0s | 20° 32′ 32″ | 4739 ± 1               | 12,2 ± 0,3     | 71,1 ± 5,0     | 126             |
| NGC 6060            | Hercule       | SAB(rs)c | Spirale intermédiaire | 16h 05m 52.0s | 21° 29′ 06″ | 4442 ± 1               | 13,1           | 66,7 ± 4,7     | 120             |
| NGC 6073            | Hercule       | Sc       | Spirale               | 16h 10m 10.8s | 16° 41′ 59″ | 4633 ± 1               | 13,5           | 69,5 ± 4,9     | 84              |
| IC 1132             | Serpent       | SA(rs)c  | Spirale               | 15h 40m 06.7s | 20° 40′ 50″ | 4527 ± 0               | 13,4           | 68,5 ± 4,8     | 94              |
| CGCG 137-37         | Hercule       | C        | Compact               | 16h 05m 59.5s | 21° 21′ 38″ | 4428 ± 20              | 13,798 ± 0,005 | 66,5 ± 4,7     | 48              |
| UGC 10127           | Serpent       | Sb       | Spirale               | 16h 00m 23.9s | 20° 50′ 57″ | 4842 ± 3               | 13,4           | 72,7 ± 5,1     | 121             |
| UGC 10197           | Hercule       | Sdm      | Spirale magellanique  | 16h 06m 06.0s | 20° 47′ 03″ | 4624 ± 4               | 14,6           | 69,4 ± 4,9     | 90              |
| UGC 10211           | Serpent       | Sab      | Spirale               | 16h 07m 07.0s | 22° 03′ 38″ | 4336 ± 2               | 14,3           | 65,1 ± 4,6     | 79              |

Le site DeepskyLog permet de trouver aisément les constellations des galaxies mentionnées dans ce tableau ou si elles ne s'y trouvent pas, l'outil du site constellation permet de le faire à l'aide des coordonnées de la galaxie. Sauf indication contraire, les données proviennent du site NASA/IPAC.